# Gravity (canção de Pixie Lott)
"Gravity" é uma canção da cantora inglesa Pixie Lott contida no seu álbum de estreia, Turn It Up. Composta por Ina Wroldsen, Mich Hansen, Lucas Secon e Jonas Jeberg, com produção pelo último junto a Cutfather, a faixa é uma obra dos gêneros musicais pop e R&B que inclui sintetizadores na sua instrumentação. Sua letra é sobre uma mulher que luta para deixar seu parceiro amoroso, mas acaba voltando a ele através da metáfora da gravidade e a intérprete utiliza o processador de áudio Auto-Tune na sua execução vocal. A composição recebeu resenhas mistas, com alguns críticos apontando-a como tediosa e outros como um dos destaques do disco, com sua semelhança à música "No Air", da artista estado-unidense Jordin Sparks, notada.
Foi lançada como o quarto single do trabalho de Lott em 5 de abril de 2010 pela gravadora Mercury em um conjunto de remixes na iTunes Store. "Gravity" atingiu a vigésima posição da tabela de sucessos britânica, a UK Singles Chart, e obteve seu pico no número dezenove na Escócia. Seu desempenho expandiu-se para a Europa ao ficar no sexagésimo lugar da lista continental European Hot 100. Em 2010, foi a 149.ª canção mais vendida no Reino Unido. Seu vídeo acompanhante foi dirigido por Nick Frew, que inspirou-se em uma cinematrografia simples para capturar beleza nas cenas da cantora em que ela aparece fazendo sequências de dança variadas e usando vestes diferentes. Apresentações ao vivo da faixa ocorreram através de programas televisivos e festivais musicais, além de ter sido interpretada em 2010 na primeira turnê de Lott, a Crazy Cats Tour, dentro de um contexto de relacionamento amoroso entre os dançarinos auxiliares do espetáculo.

## Composição
"Gravity" é uma canção de andamento mediano que incorpora os gêneros musicais pop e R&B. Sua produção consiste de sintetizadores e Lott utiliza o processador de áudio Auto-Tune na sua interpretação. A letra da música é a respeito de uma mulher que luta para abandonar seu parceiro amoroso, mas acaba voltando para ele, através da metáfora da força da gravidade. De acordo com a partitura publicada pela Alfred Music Publishing na página da Musicnotes, Inc., a obra é composta na chave de sol maior e possui um metrônomo de 78 batidas por minuto. Os vocais da artista expandem-se da nota baixa de ré até a alta de mi e a progressão harmônica da composição segue nos acordes de lá, dó e ré maiores e si, mi bemois e fá maiores.

## Recepção crítica
| Críticas profissionais | Críticas profissionais |
| Avaliações da crítica  | Avaliações da crítica  |
| Fonte                  | Avaliação              |
| ---------------------- | ---------------------- |
| BBC                    | [ 8 ]                  |

Fraser McAlpine, do blog musical da rede BBC, comentou que "(..) há um grande problema com esta canção, a qual precisará mais do que grande reconhecimento e produção perfeita para ter repercussão", notando também que a faixa é extremamente semelhante à "No Air", da cantora estado-unidense Jordin Sparks. "Gravity" também foi comentada em críticas ao álbum Turn It Up. Nick Levine, do portal Digital Spy, classificou-a como um dos destaque do álbum. Porém, Sarah-Louise James, do jornal Daily Star, relatou que a obra é "tediosa".

## Desempenho comercial
"Gravity" fez sua estreia nas tabelas musicais através da britânica UK Singles Chart, publicada pela empresa The Official Charts Company, no número 73 na data de 14 de fevereiro de 2010. Quatro dias após, entrou na lista irlandesa Irish Singles Chart na sua 42.ª posição. Em 3 de maio seguinte, a faixa voltou à compilação do Reino Unido, tendo uma melhor trajetória ao atingir o vigésimo lugar. Também alcançou seu pico na Escócia através da classificação divulgada pela companhia mencionada anteriormente no seu décimo nono posto. Seu desempenho expandiu-se ao continente europeu ao ficar na sexagésima colocação da compilação European Hot 100 Singles no mesmo mês. Em 2010, a música foi a 149.ª mais vendida daquele ano em território britânico.

## Vídeo musical
O vídeo correspondente à "Gravity" foi dirigido por Nick Frew, que veio comentar sobre a gravação: "[Trabalhar em] 'Gravity' resumia-se em elegância simples. Eu não tinha interesse em efeitos especiais de cair o queixo e imagens artísticas — somente técnicas de câmera em referência ao conceito. Ao longo que Pixie ficava linda, eu senti-me feliz — foi emancipador, de uma vez por todas, pôr a beleza em primeiro lugar." A coreografia foi elaborada por Sean Parkins e os cortes de cabelo de Lott foram feitos por Akin Konizi, que após os preparos para a ação em estúdio, falou sobre como foi trabalhar com a cantora: "Foi um ótimo vídeo para trabalhar por eu poder dar à Pixie quatro visuais diferentes. Ela não é somente um exemplo de profissional, mas também uma artista muito centrada e aberta para experimentar todos os estilos variados, fazendo de si um encanto [de pessoa] para colaborar." O produto final foi lançado em 6 de fevereiro de 2010 na rede televisiva britânica Channel 4.
O vídeo consiste de Lott em um estúdio de plano de fundo branco fazendo uma variedade de estilos de coreografias e usando vestes diferentes. Na primeira cena, ela usa um tutu e acompanhada de duas dançarinas, cada uma do seu lado, fazem passos de balé. Partes da artista encostada em um espelho com sua imagem refletida aparecem, quando ela então flutua no ar ao passo que canta a música. Em outros momentos, ela é vista vestindo uma peruca escura, uma saia de plumas e botas de cano longo e utilizando maquiagem pesada, além de cílios postiços. Nesta ocasião, ela faz dança burleca em função de representar a metáfora de gravidade da canção. Pelo final, a cantora faz a arte circense de tecido em vermelho em movimentos de dança contemporânea e os cenários mostrados são intercalados, com sua sequência de passos terminada.

## Apresentações ao vivo
Lott fez severas apresentações ao vivo de "Gravity". Ela cantou a faixa nos programas televisivos Alan Titchmarsh Show e Comedy Rocks with Jason Manford. Em maio de 2010, a cantora interpretou a faixa no This Morning, do canal britânico Independent Television. No dia 23 daquele mês, a intérprete compareceu ao festival Radio 1's Big Weekend na cidade galesa de Bangor, onde cantou a obra. A canção foi apresentada no último bimestre de 2010 na primeira turnê musical da artista, a Crazy Cats Tour, dentro de um contexto de relacionamento amoroso entre os dançarinos auxiliares do espetáculo.

## Lista de faixas
Um conjunto de remixes de "Gravity" foi lançado em 5 de abril de 2010 pela Mercury Records através da iTunes Store, com a canção servindo como o quarto single do álbum de estreia de Lott, Turn It Up.
| Remixes da iTunes Store |                               |         |  |
| N.º                     | Título                        | Duração |  |
| 1.                      | "Gravity" (Cahill Club Remix) | 5:14    |  |
| 2.                      | "Gravity" (Den Haan Remix)    | 5:03    |  |

## Créditos de elaboração
Lista-se abaixo os profissionais envolvidos na elaboração de "Gravity", de acordo com o encarte acompanhante ao álbum Turn It Up:
| - Composição: Ina Wroldsen, Jonas Jeberg, Mich Hansen, Lucas Secon; - Produção: Jeberg, Cutfather; - Mixagem: Phil Tan; - Engenharia de mixagem adicional: Carlos Oyanedel; - Masterização: Tom Coyne; - Instrumentação: Jeberg; - Gravação de cordas: Mo Hausler; | - Arranjo e condução de cordas: Sally Herbert; - Violão: Daniel Davidsen; - Violino: Warren Zielinski, Calina de la Mer, Emlyn Singleton, Julia Singleton, Brian Wright, Natalia Bonner, Rick Koster; - Viola: Bruce White, Nick Barr, Claire Orsler; - Violoncelo: Ian Burdge, Sophie Harris; - Percussão: Hansen; - Vocais auxiliares: Wroldsen. |